# Villars-et-Villenotte
 Villars-et-Villenotte  là một xã thuộc tỉnh Côte-d’Or trong vùng Bourgogne miền đông nước Pháp.